# Rafael Blanquer
Rafael Blanquer Alcantud (* 14. Oktober 1945 in Valencia) ist ein ehemaliger spanischer Leichtathlet, der sich auf den Weitsprung spezialisiert hat.

## Sportliche Laufbahn
Erste internationale Erfahrungen sammelte Rafael Blanquer vermutlich im Jahr 1967, als er bei den Mittelmeerspielen in Tunis mit einer Weite von 7,50 m die Bronzemedaille hinter dem Jugoslawen Miljenko Rak und Panagiotis Katseris aus Griechenland gewann. 1969 gewann er bei den Europäischen Hallenspielen in Belgrad mit 7,63 m die Bronzemedaille hinter Klaus Beer aus der DDR und dem Briten Lynn Davies und im September verpasste er bei den Europameisterschaften in Athen mit 7,22 m den Finaleinzug. Im Jahr darauf gewann er bei den Halleneuropameisterschaften in Wien mit 7,92 m die Bronzemedaille hinter dem Sowjetbürger Tõnu Lepik und dem Ostdeutschen Klaus Beer. 1973 belegte er bei den Halleneuropameisterschaften in Rotterdam mit 7,46 m den sechsten Platz und im Jahr darauf gelangte er bei den Halleneuropameisterschaften in Göteborg mit 7,69 m auf Rang sieben. Im September wurde er dann bei den Freiluft-Europameisterschaften in Rom mit 7,38 m Elfter. 1975 gewann er bei den Mittelmeerspielen in Algier mit 7,70 m die Silbermedaille hinter dem Jugoslawen Nenad Stekić und im Jahr darauf schied er bei den Olympischen Sommerspielen in Montreal mit 6,19 m in der Qualifikationsrunde aus. 1977 erreichte er bei den Halleneuropameisterschaften in Donostia / San Sebastián mit 7,59 m Rang neun und anschließend trat er nicht mehr international in Erscheinung.
In den Jahren 1969 und 1970 sowie von 1973 bis 1978 wurde Blanquer spanischer Meister im Weitsprung.